# Beringer von Schauenburg
Beringer (oder Beringar) von Schauenburg (* ?; † <1110, St. Ulrici) war Herr von Sangerhausen. Er war ein Sohn Ludwigs des Bärtigen und Cäciliens von Sangerhausen. Der sagenumwobene Ludwig der Springer, dessen Sohn Ludwig erster Landgraf von Thüringen wurde, war sein Bruder.

## Leben
In einer Urkunde zu 1100, die eine Güterübertragung von Beatrix, Tochter Ottos III. und Erbin von Schweinfurt zugunsten des Erzbischofs von Magdeburg Hartwig bestätigte, wurde er an erster Stelle als Zeuge genannt (Beriger et Luodewic de Scowenburch, fratres atque comites). In einer Schutzurkunde des Bischofs von Würzburgs Embricho zu 1139 für das Kloster Schönrain wird zur Gründung ebenjenes Klosters gesagt, dass zu diesem Zweck Graf Ludwig und sein Bruder Berengar u. a. den Ort Schönrain dem Abt Wilhelm von Hirsau übertragen hatten. Erwähnung findet Beringer auch in der ab 1340 verfassten Chronica Reinhardsbrunnensis.
Er war verheiratet mit Bertrada († 1145), Tochter Konrads (Wettiner).

## Nachkommen
Nach der Genealogia Wettinensis hatten Berengar und Bertrada 5 Kinder, 1 Sohn und 4 Töchter, von denen Kunigunde namentlich genannt wird.
- Konrad von Hohnstein († 1145), ⚭ N.N. Deren Tochter Bertrada heiratete Elger I., Graf von Ilfeld. Deren Sohn Elger II. († 13. Januar 1190; ▭ im Kloster Ilfeld) nennt sich nach Ilfeld und der Burg Honstein (1162). Als Kaiser Heinrich VI. 1190, nachdem Landgraf Ludwig III. ohne Nachkommen gestorben war, Ilfeld als erledigtes Lehen eingezogen hatte, nennen sich die Ilfelder nur noch nach der Burg Honstein, die durch Bertrada ihr Allod war.[1][2][3]
- Kunigunde († ?), ⚭ Kuno von Wippra